# Konsulat Generalny Rzeczypospolitej Polskiej w Irkucku
Konsulat Generalny Rzeczypospolitej Polskiej w Irkucku (ros. Генеральное Консульство Республики Польша в Иркутске) – polska misja konsularna w Irkucku w Federacji Rosyjskiej, utworzona w 1997.

## Konsulowie generalni
- 2001–2005 – Stanisław Sokół[8]
- 3 marca 2006–2008 – Andrzej Janicki-Rola
- 2008–2009 – Piotr Marciniak
- 2009–2011 – Krzysztof Czajkowski
- 2011–2017 – Marek Zieliński
- 2017–2025 – Krzysztof Świderek
- od 2025 – Marcin Nosal

## Okręg konsularny
Okręg konsularny Konsulatu Generalnego RP w Irkucku obejmuje:
- Obwód irkucki
- Republikę Tuwy
- Republikę Buriacji
- Kraj Zabajkalski
- Kraj Krasnojarski
- Republikę Chakasji
- Kraj Ałtajski
- Republikę Ałtaju
- Obwód tomski
- Obwód omski
- Obwód nowosybirski
- Obwód kemerowski
- Republikę Sachy (Jakucja)
- Czukocki Okręg Autonomiczny
- Kraj Kamczacki
- Obwód magadański
- Obwód amurski
- Kraj Chabarowski
- Kraj Nadmorski
- Żydowski Obwód Autonomiczny
- Obwód sachaliński